# Hydrangea candida
Hydrangea candida es una especie de arbusto perteneciente a la familia Hydrangeaceae. Es originaria de  Guanxi en China.

## Descripción
Son arbustos que alcanzan los 1,5 m de altura. Las ramillas son cilíndricas; la corteza blanca, de la que se desprenden fragmentos cuando es vieja. Con pecíolo delgado, la lámina foliar abaxialmente ligeramente brillante y gris perlado cuando está seca, amarillenta adaxialmente, ovada a elíptica, de 5-12 × 2.5-5 cm, membranosa, ambas superficies glabras o escasamente pubescentes apiñadas a lo largo de las venas. Las inflorescencias en cimas corimbosas.

## Taxonomía
Hydrangea candida fue descrita por primera vez por Woon Young Chun y publicado en Acta Phytotaxonomica Sinica 3(2): 129, pl. 9. 1954.
Etimología
Hydrangea: nombre genérico que deriva de las palabras griegas:  (ὕδωρ hydra) que significa "agua" y  ἄγγος (gea) que significa "florero"  o "vasos de agua" en referencia a la característica forma de sus cápsulas en forma de copa.
candida: epíteto latíno que significa "muy blanca"